# Heartbreaker (album de G-Dragon)
Pour les articles homonymes, voir Heartbreaker.
Heartbreaker est le premier album de G-Dragon, paru en 2009.  Heartbreaker est le titre de l'une des chansons de l'album. G-Dragon a collaboré avec plusieurs artistes, dont Teddy Park des 1TYM, Taeyang de son propre groupe, BIGBANG, et CL et Dara des 2NE1. L'album s'est vendu à environ 281 000 exemplaires en Corée du Sud depuis son lancement.

## Liste des chansons
| No  | Titre                          | Durée |
| --- | ------------------------------ | ----- |
| 1.  | A Boy                          | 03:29 |
| 2.  | Heartbreaker                   | 03:22 |
| 3.  | Breathe                        | 03:27 |
| 4.  | Butterfly (Feat. Jin Jung)     | 03:42 |
| 5.  | Hello (Feat. Dara)             | 03:17 |
| 6.  | Gossip Man (Feat. Kim Geon Mo) | 03:31 |
| 7.  | Korean Dream (Feat. Taeyang)   | 03:16 |
| 8.  | The Leaders (Feat. Teddy & CL) | 03:48 |
| 9.  | She's Gone (Feat. Kush)        | 03:44 |
| 10. | Station Of One Year            | 04:04 |